# Ma femme s'appelle reviens (film)
Pour les articles homonymes, voir Ma femme s'appelle reviens.
Pour plus de détails, voir Fiche technique et Distribution.
Ma femme s'appelle reviens est un film français de Patrice Leconte sorti en 1982.

## Synopsis
Bernard est brutalement quitté par sa femme, sans même une déclaration de divorce et tente de la rattraper coûte que coûte, sur le départ imminent de son avion en partance pour Lausanne… mais en vain. Ayant commis moult infractions dans sa course folle, il se fait interpeller par les forces de l'ordre qui le relâchent finalement quelques heures plus tard.
Fermement convaincu qu'ils étaient heureux ensemble, Bernard ne comprend pas pourquoi elle est partie. Essayant de l'oublier mais ayant du mal à surmonter son chagrin, il s'installe dans une résidence dite « pour célibataires ». Employé par « SOS Médecins », il décide d'assurer des gardes de nuit pour occuper ses insomnies. C'est ainsi qu'il est amené un soir à porter secours à une voisine, Nadine Foulon, prise d'un malaise dans l'ascenseur de l'immeuble. Il se trouve que Nadine traverse elle aussi une passe difficile, depuis que son compagnon Terry, un musicien (bassiste), l'a complètement délaissée tout en continuant de « jouer » avec ses sentiments. Photographe de métier, elle ne parvient pas à l'oublier et oscille depuis entre dépression et boulimie.
Réunis par leurs peines de cœur, ils vont, au fil des confidences, devenir plus intimes…

## Fiche technique
- Titre : Ma femme s'appelle reviens
- Réalisation : Patrice Leconte
- Scénario : Joseph Morhaim, Patrice Leconte, Michel Blanc, d'après Singles, scénario original de Joseph Morhaim
- Dialogue : Michel Blanc
- Images : Robert Fraisse
- Décors : Ivan Maussion
- Montage : Jacqueline Thiédot
- Musique : William Sheller. La chanson C'est peut-être aussi bien comme ça est chantée par Marie-Paule Belle et William Sheller
- Son : Bernard Rochut
- Assistant réalisateur : Patrick Dewolf, Didier Creste
- Production : Fildebroc, Les Films Christian Fechner
- Chef de production : Michelle de Broca, Christian Fechner
- Directeur de production : Bernard Marescot
- Distribution : A.M.L.F, Fildebroc, Les Films Christian Fechner
- Genre : Comédie
- Pays d'origine :  France
- Durée : 85 minutes
- Année de production : 1981
- Date de sortie : 27 janvier 1982

## Distribution
- Michel Blanc : Bernard Fizet, médecin
- Anémone : Nadine Foulon, photographe de mode
- Xavier Saint-Macary : Philippe, l'ami de Bernard
- Christophe Malavoy : Terry, le musicien
- Catherine Gandois : Mireille, la collègue de Nadine
- Pascale Rocard : Anne, l'étudiante en philo au lycée Henri-IV
- Michel Rivard : Alexandre, le québécois
- Sylvia Zerbib : la fille de l'agence immobilière
- Patrick Bruel : François, un copain d'Anne
- Charlotte de Turckheim : une patiente
- Jean-Michel Ribes : le commissaire de police
- Jean-Paul Lilienfeld : le voyou dans le bar
- Guy Laporte : le (prétendu) plongeur de l'équipe Cousteau
- Pierre Baton : un maître d'hôtel
- Gilles Dyan : Antoine
- Ellen von Unwerth : Röschen
- Laura Gomez : Caroline
- Cherryl Marx : Elsa
- Jacques Pibarot : Le barman
- Andrea Portago : Jeanine, la strip-teaseuse prude

## Critiques
Télérama parle d'une « satire du papillonnage sentimental qui sonne juste ».
Sur Allociné, la note moyenne des spectateurs est de 2,5⁄5.